# 坎伯兰小屋
坎伯兰小屋（Cumberland Lodge）是一座17世纪皇家乡间别墅，位于温莎城堡以南3.5英里，温莎大公园内。1947年，乔治六世将其出租给教育慈善基金会，举行会议、讲座和讨论，关心社会面临的紧迫问题。其主要受益者是大学生，每年有4,000学生来访。自1986年以来已举行过100多次会议。议题包括：
- 人民是警察?[1]
- 毒品及危害[2]
- 第三部门的未来[3]
- 宗教和新闻[4]
- 监督和执法的限度[5]
- 改变生活的期望[6]